# André-Louis Pierre
André Louis Pierre, né le 9 août 1905 à Chartres et mort le 22 avril 1964 à Paris, est un décorateur et maître verrier français.

## Carrière
André Louis Pierre est ancien élève de l’École nationale des Chartes (archéologie) et ancien élève titulaire de l’École des Hautes Études, diplômé de l'École du Louvre. Il a été professeur d’histoire de l’art et des techniques d’art à l’École supérieure des travaux publics (section architecture). Il a occupé des responsabilités variées.
Dans l'administration, il a été :
- attaché à la restauration des Monuments Historiques,
- membre du conseil supérieur de l’enseignement des arts décoratifs
- membre titulaire de la commission des travailleurs intellectuels et de la commission de professionnalité au Ministère du travail
- préconciliateur, représentant les arts plastiques, à la commission des impôts directs au Ministère des Finances

Dans la représentation de la profession, il a été :  
- secrétaire général de la Société des artistes décorateurs,
- membre du comité directeur de la Confédération des travailleurs intellectuels
- secrétaire de la Fédération française des arts graphiques et plastiques
- premier vice-président du syndicat national des artistes professionnels
- commissaire aux affaires sociales et administratives à la Société des artistes décorateurs

## Œuvres
De 1922 à 1928, il travaille à Chartres, dans l'atelier de Lorin qui est chargé de la restauration des vitraux de la Cathédrale ; de 1928 à 1930, il travaille chez Louis Barillet ; de 1931 à 1934, chez Félix Gaudin puis, après la Libération, il organise son propre atelier. Ses premiers travaux sont :

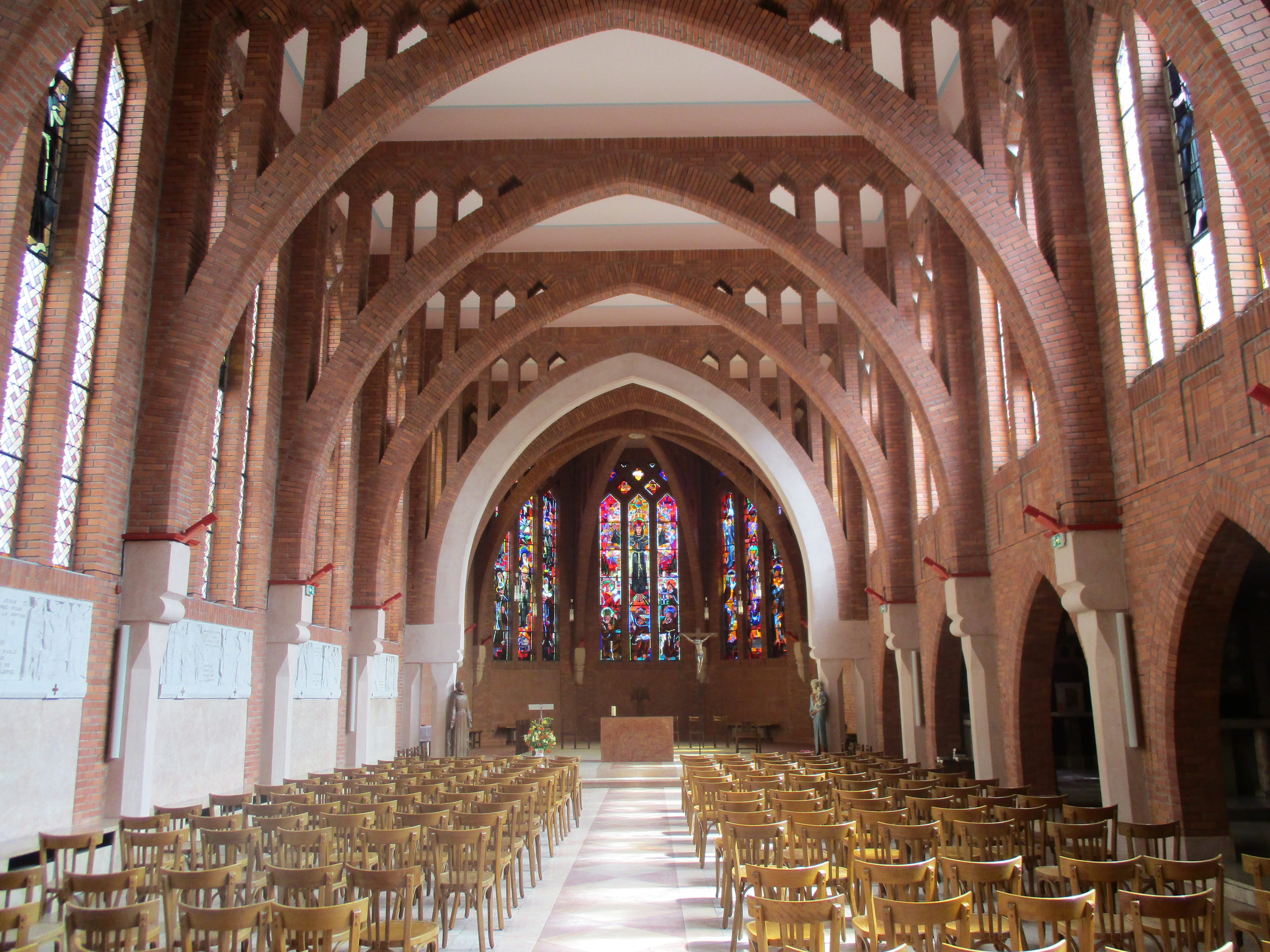
Chapelle des Franciscains.

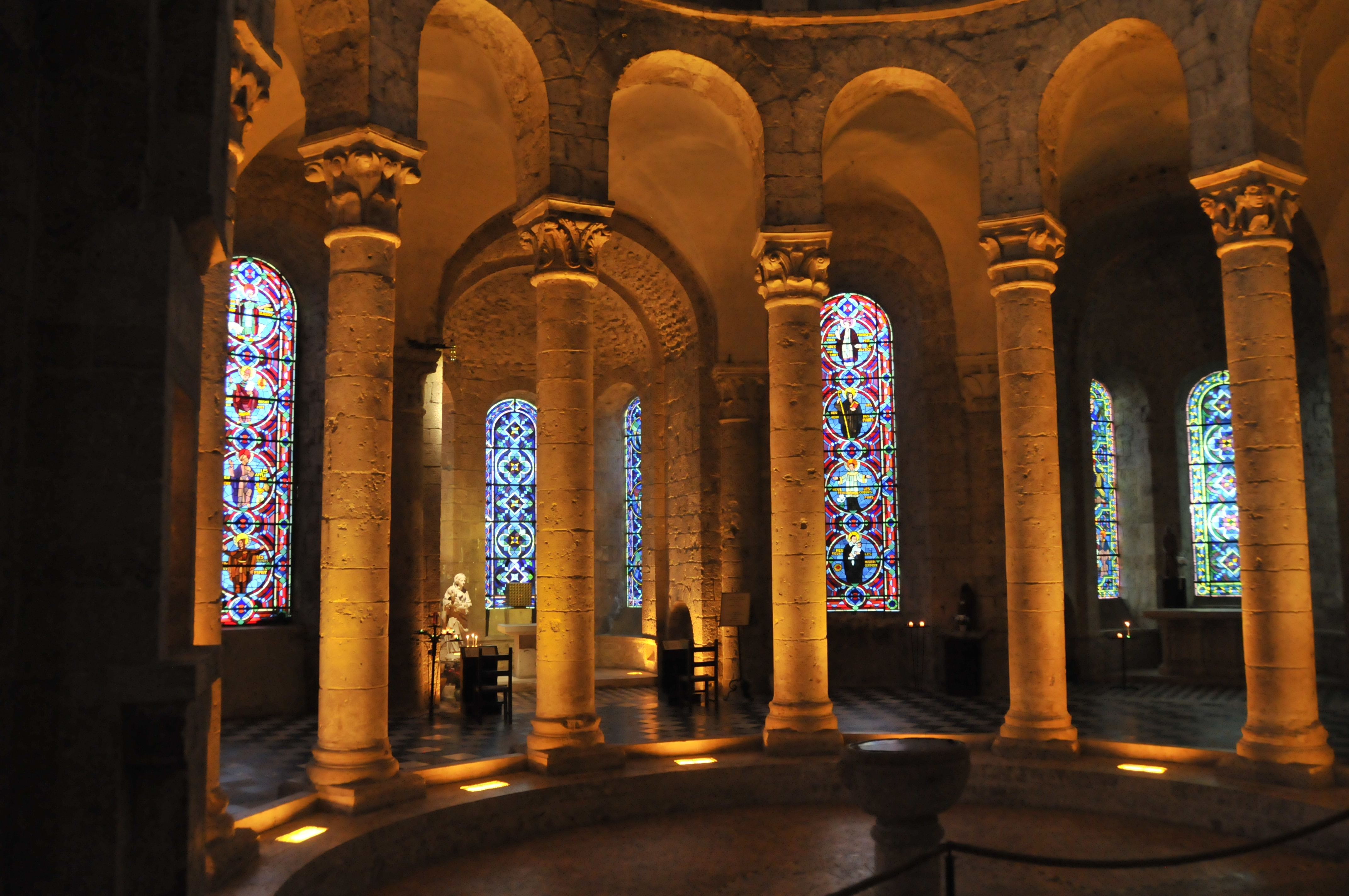
Église Notre-Dame de Beaugency.

- de 1928 à 1930, il participe à la création de mosaïques et fresques  à la  Basilique de Notre-Dame-de-Lorette ;
- en 1930, à l'Église Saint-Martin d'Hénin-Beaumont, il fait avec Félix Gaudin ses premières réalisations en dalles de verre et ciment ;
- entre 1934 et 1939, il réalise des vitraux du chœur de la chapelle du couvent Saint-François de Paris, rue Marie-Rose, à Paris ;
- en 1938, il travaille à la Cathédrale Sainte-Catherine, à Alexandrie ;
- en 1944, il travaille sur la chapelle de l'Église Saint-Joseph-Saint-Raymond de Montrouge et l'Église Saint-Jean-l'Évangéliste de Cachan.

Il a exécuté de nombreux ensembles de mosaïques, peintures, fresques et vitraux pour les Monuments Historiques. Entre autres pour l'église de Saint-Pierre-et-Saint-Paul à Montdidier, à Saint-Nicolas-du-Port, à Damvillers, Beaugency, Blamont, Zetting, enfin la plupart des verrières de la Basilique Notre-Dame du Sacré-Cœur d'Issoudun.
André-Louis Pierre réalise des vitraux pour les églises du Cher et de l’Indre, et l’ensemble des vitraux pour l’Église Notre-Dame de Beaugency.
Son style est d’abord proche de l’Art Déco :  schématisation élégante de décorative, comme dans les vitraux réalisés en 1936-1938 dans la chapelle du couvent Saint-François de Paris. Son style évolue vers plus d’expressionnisme.
Dans l’église d’Issoudun, les baies sont divisées en deux ce qui impose de distribuer les personnages de chaque côté.
Dans le Cher et l’Indre, il travaille souvent avec Georges Dettviller qui réalise les vitraux d'après ses cartons. Ce sont :
- Basilique Notre-Dame du Sacré-Cœur d'Issoudun : ensemble des baies hautes de la nef et du chœur
- Église Saint-Martin de Montipouret (1955) : vitrail du chevet
- Église Sainte-Barbe de Bourges (1965) : vitrail dans la chapelle Sainte-Barbe
- Église Sainte-Radegonde de Bué : vitrail[4]
- Église Saint-Pierre-et-Saint-Paul de Bussy : vitraux
- Église Saint-André de Châteauroux : 5 vitraux dans la chapelle de la Vierge au chevet
- Église Saint-Paxent de Cluis : Vitraux pour 3 baies et oculus
- Église Sainte-Fauste à Sainte-Fauste (1949): 2 verrières, figurant Sainte-Fauste et la Vierge
- Église Notre-Dame de Beaugency : ensemble des vitraux
- Église Saint-Laurian de Vatan, 8 verrières pour les fenêtres hautes de la nef sont réalisées en 1935 par l'atelier Gouffault d'Orléans, en collaboration avec André-Louis Pierre[5].

## Distinctions
- Médaille d'or à l'Exposition universelle de 1937 de Paris[2]
- Diplôme d’honneur de la Société d’encouragement à l’art et à l’industrie
- Chevalier de la Légion d'Honneur (9 avril 1952)